# Richard Denys
Richard Denys de Fronsac était un administrateur, un colon, un négociant et un entrepreneur en pêcheries acadien.

## Biographie
Richard Denys est né à La Rochelle en 1647. Son père est le gouverneur Nicolas Denys et sa mère est Marguerite Lafite. Il a grandi à Saint-Pierre, où ses parents venait de se rétablir. À l'hiver 1658-1659, un incendie détruisit leur établissement et ils durent se réfugier à leur poste de Nipisiguit, établi en 1652. Nicolas Denys retourna en France en 1691 et confia la gestion de ses affaires à sa femme et à son fils Richard. Richard conserva les postes de Miscou et de Nipisiguit et cultiva la terre mais la pêche et la traite de fourrure étaient ses principaux moyens de subsistance. En 1676, il défendit les gisements de houille de son père au Cap-Breton contre les Anglais. Richard eut beaucoup de difficulté à faire respecter l'autorité de son père à son nom. Il hérita d'une seigneurie à Miramichi. Il fit défricher, coloniser et défricher ses terres, qui étaient populeuse comparativement aux autres seigneuries. Il tenta à plusieurs reprises d'établir des missions catholiques sur ses terres. Richard Denys épousa l'amérindienne Anne Parabego (Partarabego) probablement en 1680. Le couple eut une fille, Marie-Anne, baptisée le 25 mai 1681 à Jemseg, et un fils, Nicolas, né en 1682. Le 15 octobre 1689, Richard Denys épousa en secondes noces Françoise Cailleteau à Québec. Le couple eut un fils, Louis, né le 31 octobre 1690. À l'automne 1691, Richard Denys meurt dans le naufrage du Saint-François-Xavier qui devait l'emmener à Québec.
Richard Denys et son fort sont mentionnés dans le recueil de poésie La terre tressée, de Claude Le Bouthillier.